# Societetshuset i Eksjö
Societetshuset i Eksjö är ett tidigare societetshus vid Lilla Torget, Norra Storgatan och Nygatan i Gamla stan i Eksjö. Huvudfasaden vetter mot Lilla Torget och har en frontespis.
Fastigheten slogs samman av två fastigheter på 1700-talet. Societetshuset i Eksjö tillkom omkring 1830 genom en omfattande ombyggnad av handlaren Samuel Aschan, Det hade offentliga nöjes- och samlingslokaler i den övre av de två våningarna och sammanlagt 17 rum. Huset ägdes omkring 1845 av ett “Societetsbolag” och salongen på övervåningen användes för teater, trolleriföreställningar, baler och konserter. Fastigheten såldes efter den stora stadsbranden i södra delen av Eksjö 1856.
År 1864 köptes byggnaden av handlaren och medlemmen i Svenska Missionskyrkan Johan Rudin (född 1833). Teatersalongen användes därefter som missionssal för den nyetablerade "Missionsgruppen i Eksjö", senare "Eksjö Missionsförening" till 1879, då missionsförsamlingen byggde ett missionshus på Österlånggatan tillsammans med Evangelisk-Lutherska Missionsföreningen.
Därefter byggdes Societetshusets övervåning om till bostäder. Huset har under en period haft entréer och balkonger mot Lilla Torget, samt under början av 1900-talet en uteservering för Elisabeth Eklunds kafé. Vid denna tid, och fram till 1950-talet, låg också Melander & Larssons Speceri- och Grossisthandel i huset. En större restaurering genomfördes 1986-1987, då byggnaden utvändigt återställdes till utseendet vid sekelskiftet 1800/1900. 
Societetshuset, med fyra sammanbyggda hus kring en inbyggd gård, blev byggnadsminne 1991. Utmed Nygatan finns en tidigare stall- och förrådsbyggnad. Byggnaden är timrad i två våningar. Flertalet fasader är klädda med locklistpanel.